# オスカー・フェルツマン

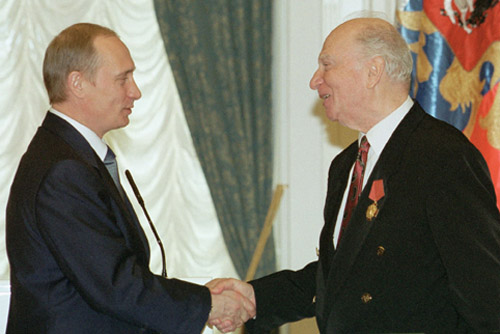
ウラジーミル・プーチン大統領（左）とオスカー・フェルツマン（2001年）

オスカー・ボリソヴィチ・フェルツマン（ロシア語: Оскар Борисович Фельцман, ラテン文字:Oscar Borisovich Feltsman, 1921年2月18日 - 2013年2月3日）は、ウクライナ出身のロシア連邦の作曲家。ピアニストのヴラジーミル・フェルツマンの父。
日本語表記では名と姓がそれぞれ「オスカル」「フェリツマン」などと表記されることもある。

## 人物
ウクライナのオデッサ出身。父は整形外科医だったがプロ並みのピアノの腕前を持っていた。オスカーも5歳からピアノとヴァイオリンを学んだ。6歳の時に早くもピアノ曲を作曲している。1939年、モスクワ音楽院に入学し、ヴィッサリオン・シェバリーンに作曲を師事した。
独ソ戦が始まるとノヴォシビルスクに避難し、20歳でシベリア作曲家連盟の書記となった。この時期にはレニングラード・アレクサンドリンスキー劇場やベラルーシ・ユダヤ劇場のためにオーケストラ曲を提供している。また同時期に作曲したオペレッタ『青いスカーフ』はプラウダで批判された。
1945年にモスクワに帰還した後は、数々のオペレッタを作曲する一方、クラシック音楽の手法を用いてサーカスのための音楽や子どものためのバラエティーショーの音楽も作曲している。1952年には『ヴァイオリン協奏曲』を作曲したが、それ以降作曲の中心は歌曲に移った。ダークダックスが歌い、日本ではロシア民謡として紹介された「すずらん」（ロシア語: Ландыши）はフェルツマンの歌曲分野での代表作である。
2013年2月3日、モスクワ市内の病院にて急性心不全により永眠。91歳没。